# 坎達馬縣

坎達馬縣是印度的一個縣，位於該國東部，由奧里薩邦負責管轄，面積8,021平方公里，海拔高度700米，識字率為65.12%，2011年人口731,952，人口密度每平方公里91人。

## 外部連結
- 官方网站